# Claudia Winkleman
Claudia Anne Winkleman (Londres, 15 de enero de 1972) es una presentadora de televisión, modelo, crítica de cine, personalidad de radio y periodista británica, conocida por sus trabajos con la BBC.
Entre 2004 y 2010 presentó Strictly Come Dancing: It Takes Two en las noches de la semana en BBC Two. Desde 2010, ha copresentado los shows de resultados principales de Strictly Come Dancing los domingos por la noche con Tess Daly en BBC One y desde 2014 ha sido copresentadora principal junto a Daly en los shows en vivo del sábado por la salida de Sir Bruce Forsyth. Ella ha sido nominada dos veces para el Premio BAFTA a la Mejor Interpretación en Entretenimiento por su trabajo en Strictly Come Dancing.
Fue también presentadora de Film..., reemplazando a Jonathan Ross tras su mudanza a ITV en 2010. Fue la copresentadora de Let's Dance For Comic Relief para sus dos primeras series con Steve Jones. Desde abril de 2013 ha presentado la serie de BBC Two, The Great British Sewing Bee.

## Primeros años
Nació en Londres en una familia judía, hija de Eve Pollard, exredactora del Sunday Express, y Barry Winkleman (nacido en 1939), exeditor del Times Atlas of the World. Sus padres se divorciaron cuando tenía tres años y ambos se volvieron a casar en 1979. Su madre se casó con Sir Nicholas Lloyd, exeditor del Daily Express, y su padre se casó con la escritora infantil Cindy Black.
La media hermana de Winkleman del segundo matrimonio de su padre es la actriz Sophie Winkleman, esposa de Lord Frederick Windsor. También tiene un medio hermano más joven, Oliver Lloyd, del segundo matrimonio de su madre. Criada en Hampstead, Londres, Winkleman fue educada en la escuela de la Escuela de la Ciudad de Londres para Mujeres y en New Hall, Cambridge, obteniendo una MA Hons en historia del arte.

## Carrera televisiva

### 1991–2000
Su primer gran trabajo televisivo fue en 1991, en el programa de discusión regional Central Weekend. En 1992, ella comenzó a aparecer con frecuencia en la serie de la BBC, Holiday, y esto continuó a mediados de los años noventa. Esto culminó en un documental especial en el que viajó por el mundo durante 34 días informando desde Japón, India, Costa Rica y Dubái. A lo largo de este período, ella apareció como reportera en otros programas, particularmente en This Morning que entrevista a varias celebridades. Durante los últimos años 90, Winkleman presentó una serie de programas en canales digitales más pequeños. Ella tuvo una temporada en el canal de cable L!VE TV, pero pronto dejó de perseguir otros proyectos. En 1996 copresentó el programa de Granada, Pyjama Party en ITV con Katie Puckrik y Michelle Kelly.
También presentó una serie de programas de concursos, incluyendo el show de citas Three's a Crowd, el programa de LWT, Talking Telephone Numbers,la segunda serie de Granada, God's Gift y Fanorama. En 1997 fue copresentadora del programa de televisión infantil Tricky. Ella era también un capitán ocasional del equipo en un programa de concursos llamado HeadJam, presentado por Vernon Kay.

### 2001–2006
Entre 2002 y 2004 comenzó su primer papel en la televisión diaria cuando recibió el programa de noticias de Liquid News de la BBC Three, tomando el control de Christopher Price en la ya desaparecida BBC Choice. Ella compartió los deberes que presentaban con Colin Paterson, y más adelante Paddy O'Connell. El programa ofreció entrevistas a celebridades.
En 2003 Fame Academy la nombró para presentar un programa de actualización diaria en la BBC Three, junto con su segunda serie. Ella repitió el programa en 2005 para la versión de celebridad mucho más corta, Comic Relief Does Fame Academy. También en 2005 copresentó The House of Tiny Tearaways, un programa de televisión de la BBC Three. Ella también comenzó a presentar Strictly Come Dancing: It Takes Two, un programa complementario para Strictly Come Dancing, que asumió el lugar de Justin Lee-Collins.
Winkleman entonces presentó varios más programas de reality show incluyendo End of Story, y Art School.

### 2007–2012
Más recientemente ha presentado una serie de programas de horario estelar. En 2007, se hizo cargo de Cat Deeley como la principal presentadora de la tercera serie de Comic Relief Does Fame Academy, copresentando con Patrick Kielty. Fue coanfitriona del Festival de Eurovisión de Baile 2007 junto con Graham Norton para BBC One en septiembre de ese año y nuevamente en 2008. Ella copresentó el proceso de selección del Reino Unido para el Festival de la Canción de Eurovisión 2008 titulado Eurovision: Your Decision, esta vez acompañada por el tenista de Eurovision, Terry Wogan. En marzo de 2008 reavivó su asociación con Kielty cuando el par presentó la etapa final de Sport Relief 2008.
En 2007 fue el rostro de Sky Movie Premiere, cobertura de los 79.º Premios Óscar, repitiéndolo para 80.º Premios Óscar en 2008. El espectáculo fue transmitido en vivo en conjunto con la ceremonia en sí, corriendo a través de la noche en las primeras horas de la mañana. Ha hecho muchas apariciones como invitado en el panel y programas de entrevistas, incluyendo: Never Mind the Buzzcocks, Would I Lie to You?, Have I Got News for You, Friday Night with Jonathan Ross y Lily Allen and Friends. En febrero de 2008, apareció en la versión británica de la comedia improvisada Thank God You're Here, presentado por Paul Merton.
Narró la serie de BBC Three, Glamour Girls, una serie documental centrada en la industria del glamour de Gran Bretaña..
En marzo de 2009 fue anunciada como la presentadora de la nueva serie de Hell's Kitchen en ITV1. Ella dirigió el programa nocturno en vivo desde el restaurante en el este de Londres en su cuarta serie en la primavera. El 14 de noviembre de 2009, apareció en el programa principal de Strictly Come Dancing presentando entre bastidores, debido a que el presentador principal Bruce Forsyth estaba en descanso por enfermedad. Ella copresentó el programa con Tess Daly y el presentador invitado Ronnie Corbett.
El 29 de marzo de 2010 fue nombrada como una de las nuevas copresentadoras del programa de Film, en sustitución de Jonathan Ross. The Guardian declaró, a través de su reciente acogida de la cobertura de Sky Television de Los Oscars, que había «demostrado ser una apasionada y atractiva defensora del cine», mientras que su esposo, Kris Thykier, es un productor de cine con créditos en varios largometrajes.

### 2013–presente
El 2 de abril de 2013 comenzó a presentar la competencia de BBC Two, The Great British Sewing Bee.
En 2015, apareció en The Big Fat Anniversary Quiz. En mayo de 2015, apareció en un episodio de Watchdog en BBC One. En noviembre de 2016 presentó el especial de la BBC, Bublé at the BBC, con Michael Bublé.
A partir de 2017, presentará The Makeover Show para BBC One.

### Strictly Come Dancing
Es a través de su trabajo en Strictly Come Dancing: It Takes Two que ha ganado más reconocimiento del público. El programa, que se inició en 2004, fue ideado como un espectáculo complementario para ejecutarse junto con la segunda serie de Strictly Come Dancing, y continúa al aire hasta la fecha. Sigue un formato similar al que la hizo popular en Fame Academy, y se muestra a la presentadora deliberando y diseccionando los entresijos de la competición principal, acompañado por una variedad de expertos en danza, invitados variados y los propios competidores. El programa sale al aire cada día de la semana a través del curso de la serie a las 6:30 p. m. en BBC Two. Los cuatro jueces del programa también aparecen regularmente en el programa.
En 2012 se anunció que Zoë Ball sería la presentadora habitual de Strictly Come Dancing: It Takes Two, con la participación de Winkleman en la serie 10 del programa que se limita a copresentar los shows de resultados de la noche de domingo con Tess Daly. Winkleman continúa presentando los shows de resultados de la noche del domingo para Strictly Come Dancing.
El 8 de mayo de 2014 se anunció que reemplazaría a Bruce Forsyth como copresentadora, con Tess Daly, del programa principal, Strictly Come Dancing, para la serie 12.

## Escritura
Comenzó su carrera de periodista como escritora de viajes, con columnas sobre sus diversas excursiones a nivel mundial. Lo hizo en The Sunday Times y The Independent, pero también contribuyó al periódico diario gratuito de Londres Metro in a similar capacity. A medida que su carrera en la televisión y su familia evolucionaron, ella viajó menos y empezó a escribir un trabajo más general, el periodismo de estilo de vida sobre la feminidad, el sexo y las relaciones. Ella escribió para Cosmopolitan y Tatler, entre otros. Entre 2005 y 2008, escribió una columna semanal regular para The Independent llamada Take It From Me.

## Trabajo de radio
En abril y mayo de 2008 organizó una serie de preguntas en comedia de seis partes con una mirada humorística en los chismes de celebridades de la semana, llamado Hot Gossip. El programa fue transmitido en una tarde de sábado en la BBC Radio 2; puntos fueron otorgados a aquellos que la distribuyeron. El programa ofreció a muchos expertos famosos, incluyendo a Will Smith, Phil Nichol, Jo Caulfield, Rufus Hound y al hermano de Jonathan Ross, Paul.
Ella presentó un programa semanal en BBC Radio 2 todos los viernes por la noche entre las 10 p. m. y la medianoche llamado Claudia Winkleman's Arts Show que consta de entrevistas con personas del mundo de las artes, así como comentarios y debate. En julio de 2010 se sentó con Dermot O'Leary. Ella reemplazó a Ken Bruce en tres ocasiones durante 2012 y 2013. El viernes 23 de junio, lunes 26 de junio y martes 27 de junio de 2017, Winkleman reemplazó a Steve Wright en la tarde de 2 a 5 p. m..
Presenta actualmente su propio espectáculo de la noche del domingo en la BBC Radio 2 llamado Claudia on Sunday el domingo de 7 a 9 p. m.

## Caridad y otros trabajos
En 2007, atendió teléfonos en la Torre BT para el Comité de Emergencias de Desastres en respuesta a los problemas en Darfur. En mayo de 2007, ayudó a relanzar la Campaña Nacional de Personas Desaparecidas, y también apoyó una campaña navideña por el Refugio de caridad, cuyo objetivo era detener la violencia doméstica.
En junio de 2008 fue presentada en la revista Heatsin maquillaje, como parte de un stand contra el excesivo aerógrafo de mujeres prominentes, que ella describió como «bastante aterrador».
El 18 de marzo de 2011 fue uno de los presentadores de Comic Relief de la BBC. En 2012 fue una de las jueces y la presentadora de los cortometrajes de FilmNation en el British Film Institute, que como parte de la Olimpiada Cultural de Londres 2012, animó a los jóvenes de 14 a 25 años a participar en la realización de películas.

## Vida personal
En 2000, Winkleman se casó con el productor de cine Kris Thykier en Westminster, London. Viven en la Plaza Connaught de Westminster y tienen tres hijos.
El 31 de octubre de 2014, Matilda, su hija de ocho años, fue llevada al hospital después de ser seriamente herida cuando su traje de Halloween se incendió. Winkleman dijo que el traje rozó una vela. Winkleman fue posteriormente reemplazada por Zoë Ball como presentadora de Strictly Come Dancing durante tres semanas. Este incidente llevó al gobierno a apretar los estándares retardantes de llama de disfraces de Halloween.

## Filmografía
| Año             | Título                              | Papel                        | Canal               |
| --------------- | ----------------------------------- | ---------------------------- | ------------------- |
| 1996/97         | God's Gift                          | Presentadora                 | ITV                 |
| 1997            | Tricky                              |                              | ITV                 |
| 1997            | Talking Telephone Numbers           | Copresentadora               | ITV                 |
| 2002–2004       | Liquid News                         | Presentadora                 | BBC Three           |
| 2003–2005, 2007 | Comic Relief Does Fame Academy      | Copresentadora               | BBC One / BBC Three |
| 2004–2010       | Strictly Come Dancing: It Takes Two | Presentadora                 | BBC Two             |
| 2004            | HeadJam                             | Capitán ocasional del equipo | BBC Three           |
| 2005–?          | The House of Tiny Tearaways         | Presentadora                 | BBC Three           |
| 2007–2008       | Festival de Baile de Eurovisión     | Copresentadora               | BBC                 |
| 2008            | Eurovision: Your Decision           | Copresentadora               | BBC                 |
| 2008            | Glamour Girls                       | Narradora                    | BBC Three           |
| 2009–2015       | Comic Relief                        | Copresentadora               | BBC One             |
| 2009            | Hell's Kitchen                      | Presentadora                 | ITV                 |
| 2010—           | Sport Relief                        | Copresentadora               | BBC One             |
| 2010–2016       | Film...                             | Copresentadora               | BBC One             |
| 2012—           | Strictly Come Dancing               | Copresentadora               | BBC One             |
| 2014—           | The Great British Sewing Bee        | Copresentadora               | BBC Two             |
| 2016            | Bublé at the BBC                    | Presentadora                 | BBC One             |
| 2017—           | The Makeover Show (w/t)             | Presentadora                 | BBC One             |